# دعهم يأكلون الحيطة (كتاب)
دعهم يأكلون الحذر: كيف تقوض السياسة الثورة الجينية في الزراعة أو دعهم يأكلون الحيطة: كيف تقوّض السياسة الثورة الجينية في الزراعة وهو ترجمةٌ حرفيّةٌ للعنوان Let Them Eat Precaution: How Politics Is Undermining The Genetic Revolution In Agriculture هو كتابٌ صدر عام 2005 من قبل المؤلف والصحفي الأمريكي جون إنتاين، حول كيفية تأثير السياسة على استخدام الأغذية المعدلة وراثيًا. يُناقش المؤلفون العشرة المشاركون من الولايات المتحدة والمملكة المتحدة فوائد التكنولوجيا الحيوية الزراعية، ويقدمون وجهة نظر دولية حول المعارضة التي تواجهها، ويقترحون حلولاً محتملة.

## خلفيّة
نشأ هذا الكتاب عن مؤتمر عام 2003، «التكنولوجيا الحيوية للأغذية، ووسائل الإعلام، والسياسة العامة»، الذي عقد في معهد أمريكان إنتربرايز. جون إنتاين، المحرر، هو زميل مساعد في المعهد وباحث مقيم في جامعة ميامي في أوهايو.

## الاستقبال
وفقًا لمارتن مارشال، المدير المساعد الأول في ARP ومساعد العميد، أستاذ الاقتصاد الزراعي، جامعة بوردو، «سيكون الكتاب مناسبًا لدورة على مستوى الكلية في الاتصال العلمي أو في السياسة الزراعية أو العلمية. قد يجد العلماء المشاركون في علم الأحياء الجزيئي والأبحاث ذات الصلة أن هذا الكتاب يساعدهم على فهم أفضل لكيفية عدم قبول الآخرين في المجتمع لشيء قد يعتقدون أنه اكتشاف علمي آمن ومثير».